# Niko Opper
Niko Opper (* 4. Februar 1992) ist ein deutscher Fußballspieler.

## Karriere

### Im Verein
Opper spielte in seiner Jugend unter anderem für den SV Darmstadt 98 und für Bayer 04 Leverkusen. 2010 wurde er mit Bayer Leverkusen A-Jugend-Vizemeister 2012 wechselte er zum SV Babelsberg 03. Bei diesem kam er jedoch nur selten zum Einsatz. Sein 2013 auslaufender Vertrag wurde nicht verlängert. Daraufhin wechselte Opper zur Saison 2013/14 zu Alemannia Aachen. Im Spiel gegen Rot-Weiß Oberhausen am 34. Spieltag zog sich Opper einen Riss des vorderen Kreuzbandes im rechten Knie zu und fiel damit über ein halbes Jahr aus. Im Sommer 2015 verpflichtete ihn der Hessenligist SC Hessen Dreieich. Mit den Hessen wurde er 2017 und 2018 Oberligameister. Nach dem zweiten Titelgewinn stieg er mit ihnen in die Regionalliga Südwest auf.

### Nationalmannschaft
Opper bestritt 2008 und 2009 acht Spiele für deutsche Junioren-Nationalmannschaften. Mit der U-17-Nationalmannschaft nahm er 2009 an der U-17-Europameisterschaft teil und wurde Europameister.